# Guillermo Martín Bermejo
Guillermo Martín Bermejo (Madrid, 1971) es un artista y poeta español, especializado en el dibujo a lápiz.
Su obra plástica se caracteriza por los retratos de pequeño formato sobre papeles antiguos reutilizados. A menudo los protagonistas son personajes jóvenes, relacionados con la poesía, la literatura, el arte o la religión.
Ha participado en numerosas exposiciones colectivas e individuales. Entre estas últimas, figura la organizada por el Museo Lázaro Galdiano de Madrid (2019-2020), titulada La pléyade de la España Moderna y comisariada por Carlos Sánchez Díez, sobre autores literarios de la revista La España Moderna. En 2023 inauguró la exposición individual Música de cámara en la Galería Fernández-Braso.

## Publicaciones literarias
En 2016 publicó Viaje de invierno (Ediciones Newcastle), autobiografía literaria inspirada en la obra homónima del compositor Franz Schubert y el poeta Wilhelm Müller. 
En 2021 publicó su primer poemario, Línea imagen (Editorial Cántico, prólogo de Oscar Esquivias, texto de contratapa de Rodrigo García Marina).